# 1034年
| 千纪： | 2千纪 |
| 世纪： | 10世纪 \| 11世纪 \| 12世纪 |
| 年代： | 1000年代 \| 1010年代 \| 1020年代 \| 1030年代 \| 1040年代 \| 1050年代 \| 1060年代                                                 |
| 年份： | 1029年 \| 1030年 \| 1031年 \| 1032年 \| 1033年 \| 1034年 \| 1035年 \| 1036年 \| 1037年 \| 1038年 \| 1039年                       |
| 纪年： | 甲戌年（狗年）；契丹重熙三年；北宋景祐元年；大理正治八年；西夏顯道三年，開運元年，廣運元年；越南天成七年，通瑞元年；日本長元七年 |

## 大事记
- 西夏景宗李元昊的舅舅衛慕山喜企圖謀刺李元昊，結果陰謀敗露，衛慕氏被滅族，李元昊之母衛慕夫人 (夏太宗)同年去世，一說被李元昊所殺。
- 桑乔大帝征服莱昂王国。

## 逝世
- 高麗德宗王欽，高麗國的第九任君主
- 衛慕夫人 (夏太宗)，西夏太宗李德明的妻子，西夏景宗李元昊的母亲。
- 梅什科二世，波兰公爵